# 山田正年

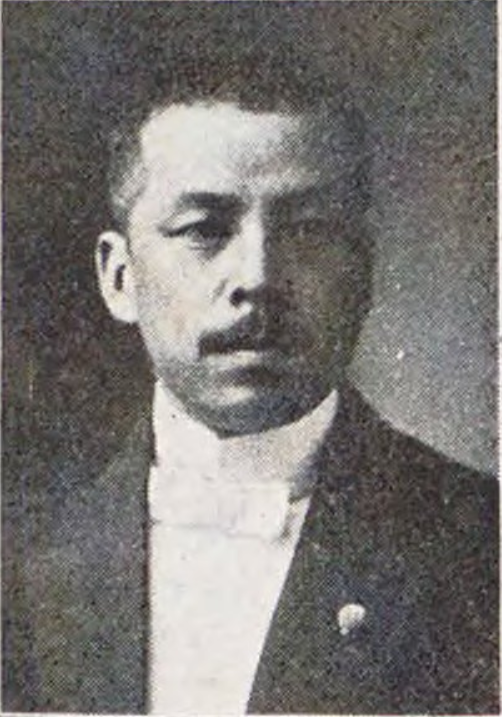
山田正年

山田 正年（やまだ しょうねん / せいねん、1879年（明治12年）4月3日 - 1961年（昭和36年）1月29日）は、日本の実業家、政治家。衆議院議員、富山県東礪波郡福野町長。福野町豪農・山田家8代。

## 経歴
石川県礪波郡福野村（現:富山県南砺市）で、山田家7代・山田正景（初代福野町長、石川県会議員）の長男として生まれる。福野農学校（現富山県立南砺福野高等学校）で学んだ。
酒造業を営む。福野町会議員、富山県会議員を務めた。1915年3月、第12回衆議院議員総選挙に富山県郡部から立憲同志会所属で出馬して当選。第13回総選挙でも再選され、衆議院議員を連続二期務めた。立憲国民党、立憲同志会、憲政会、立憲民政党に所属して、県支部の幹部を務めた。
実業界では、東礪波郡工業部会長、富山紡績重役、福野電燈社長、両砺銀行取締役頭取などを務めた。